# ادهرم
ادهرم (سانسکریت: अधर्म، آوانگاری: Adharma، ت. «نه دهرم») از ترکیب ا با دهرم مشتق شده‌است که به معنای واقعی کلمه به معنای "نه دهرم" و عدم فضیلت است.
جوهری که باعث می‌شود اشیاء و ارواح سکون اختیار کنند و از حرکت باز مانند اصل متضاد «دهرم» است.
هر چیزی که رشد معنوی را تسهیل می‌کند (دهرم) و هر چیزی که مانع رشد معنوی می‌شود ادارما و آن ایمان کور بدون توجه به درک معنوی است.